# Második Barroso-bizottság
A második Barroso-bizottság 2010. február 10-től 2014. október 31-ig hivatalban lévő Európai Bizottság. José Manuel Barrosót, a korábbi európai bizottsági elnököt még 2009. szeptember 16-án választotta meg az Európai Parlament újabb öt évre.

## Tagjai
A 27 főből álló testület tagjai a biztosok, akik az Európai Unió tagországainak küldöttei.
| Feladatkör                                                              | Név                                                       | Küldő ország       | Párt                              |
| ----------------------------------------------------------------------- | --------------------------------------------------------- | ------------------ | --------------------------------- |
| Elnök                                                                   | José Manuel Durão Barroso                                 | Portugália         | PSD                               |
| Alelnök Az Európai Unió külügyi és biztonságpolitikai főképviselője     | Catherine Ashton                                          | Egyesült Királyság | Munkáspárt                        |
| Alelnök Jogérvényesülés, alapvető jogok és uniós polgárság              | 2010–2014: Viviane Reding 2014– : Martine Reichertse      | Luxemburg          | CSV LSAP                          |
| Alelnök Versenypolitika                                                 | Joaquín Almunia                                           | Spanyolország      | PSOE                              |
| Alelnök Közlekedés                                                      | Siim Kallas                                               | Észtország         | ER                                |
| Alelnök Digitális politika                                              | Neelie Kroes                                              | Hollandia          | VVD                               |
| Alelnök Ipar- és vállalkozáspolitika                                    | 2010–2014: Antonio Tajani 2014– : Ferdinando Nelli Feroci | Olaszország        | PdL pártonkívüli                  |
| Alelnök Intézményközi kapcsolatok és igazgatás                          | Maroš Šefčovič                                            | Szlovákia          | Smer–SD                           |
| Környezetvédelem                                                        | Janez Potočnik                                            | Szlovénia          | LDS                               |
| Gazdasági ügyek és monetáris politika                                   | 2010–2014: Olli Rehn 2014– : Jyrki Katainen               | Finnország         | Finn Centrumpárt Nemzeti Koalíció |
| Fejlesztés                                                              | Andris Piebalgs                                           | Lettország         | LC                                |
| Belső piac és szolgáltatások                                            | Michel Barnier                                            | Franciaország      | UMP                               |
| Oktatásügy, kultúra, többnyelvűség és ifjúságpolitika                   | Androulla Vassiliou                                       | Ciprus             | Demokrata Párt                    |
| Adóügy és vámunió, audit és csalás elleni küzdelem                      | Algirdas Šemeta                                           | Litvánia           | TS-LKD                            |
| Kereskedelem                                                            | Karel De Gucht                                            | Belgium            | VLD                               |
| Egészségügy és fogyasztópolitika                                        | 2010–2012: John Dalli 2012– : Tonio Borg                  | Málta              | PN                                |
| Kutatás, innováció és tudomány                                          | Máire Geoghegan-Quinn                                     | Írország           | Fianna Fáil                       |
| Pénzügyi programozás és költségvetés                                    | 2010–2014: Janusz Lewandowski 2014– : Jacek Dominik       | Lengyelország      | PO                                |
| Tengerügy és halászat                                                   | Maria Damanaki                                            | Görögország        | Paszok                            |
| Energiaügy                                                              | Günther Oettinger                                         | Németország        | CDU                               |
| Regionális politika                                                     | Johannes Hahn                                             | Ausztria           | ÖVP                               |
| Éghajlat-politika                                                       | Connie Hedegaard                                          | Dánia              | KFP                               |
| Bővítés és európai szomszédságpolitika                                  | Štefan Füle                                               | Csehország         | ČSSD                              |
| Foglalkoztatás, szociális ügyek és társadalmi összetartozás             | Andor László                                              | Magyarország       | MSZP                              |
| Uniós belügyek                                                          | Cecilia Malmström                                         | Svédország         | FL                                |
| Nemzetközi együttműködés, humanitárius segítségnyújtás és válságkezelés | Kristalina Georgieva                                      | Bulgária           | GERB                              |
| Mezőgazdaság és vidékfejlesztés                                         | Dacian Cioloș                                             | Románia            | PD-L                              |

### A bizottság megoszlása a biztos párthovatartozása szerint
| Pártcsalád               | Biztosok száma |
| ------------------------ | -------------- |
| jobboldali / konzervatív | 13             |
| liberális                | 7              |
| baloldali / szocialista  | 7              |

## Külső hivatkozások
- Az Európai Bizottság honlapja

| Előző bizottság: Első Barroso-bizottság | Európai Bizottság 2009–2014 | Következő bizottság: Juncker-bizottság |